# Carrera Italia kerékpár
A Carrera Italia olasz kerékpármárka, amely országúti kerékpárokat foglal magában.

## Története
A Carrera kerékpármárka 1989-ben született Davide Boifava által. Ő nemcsak pofi versenyző volt, hanem a Carrera csapatmenedzsere is. Az új márka mögött nem csak profi szakemberek, hanem a legjobb versenyzők álltak. Ők voltak a Carrera csapat bajnokai: Steven Roche, Claudio Chiappucci és Marco Pantini. Az ő igényeik alapján készültek el a legelső modellek. A Carrera nagy sikerét annak köszönhették, hogy a profi csapat szorosan együttműködve dolgozott a legjobb versenyzőkkel, akik folyamatosan tesztelték az új kerékpárokat. Nem csak profi szaktudást, hanem profi versenyzői tesztelést is a hátuk mögött tudhattak. Így jöhetett létre egy olyan márka, amely az egyik legjobb kategóriás versenykerékpárokkal látja el a piacot.
A márka gazdag múlttal rendelkezik, hiszen több mint 500 győzelem van a hátuk mögött, melyeket Európa legnagyobb versenyein értek el. Többek között a Carrera nevéhez köthető a legelső váz, amelyben az alumíniumot szénszálhoz kötötték, valamint a legelső szénszálas váz is Olaszországban készült el. Az elsők között voltak, akik titánvázat építettek profi versenyzéshez.

## Technológiai specifikációk
A Carrera kerékpárok a leginnovatívabb technológiák alapján készülnek. A hajtási teljesítmény növelése mellett nagy hangsúlyt fektetnek az olasz esztétikai ízlésre is. Ennek eredményeként születnek meg a legmagasabb minőségű és legfejlettebb anyagokból épült kerékpárok, amelyek megfelelnek a professzionális közúti versenyzés szigorú követelményeinek. Ráadásul a Carrera méltán híres formatervezéséről, ízléses megjelenéséről.
A Carrera főhadiszállása Olaszország északi részén, Calcinatóban található. Mind a felső vezetők, mind a tesztelők itt végzik munkájukat.
Az olasz Carrera kerékpárok nem összetévesztendőek az angol Halford's Carrera kerékpárjaival.